# 3256 Daguerre
3256 Daguerre este un asteroid din centura principală, descoperit pe 26 septembrie 1980, de Brian Skiff și Norman Thomas.